# سینوگرام

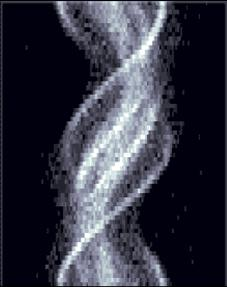
یک سینوگرام ۳۶۰ درجه ای

سینوگرام (به انگلیسی: Sinogram) نوعی نمودار است که در پزشکی هسته ای و مقطع‌نگاری رایانه‌ای کاربرد دارد.
محور افقی این نمودار پروفیل شمارشی پرتو افکنده شده (projection count profile) یک سیستم اسپکت یا پت در یک زاویه معین است. محور عمودی نشانگر زاویه پرتو افکنی است و می‌تواند از ۰ تا ۱۸۰، یا از ۰ تا ۳۶۰ درجه باشد.